# Liga Uruguaya de Fútbol Sala Femenino
La Liga Uruguaya de Fútbol Sala Femenino es la principal competencia de fútbol sala a nivel femenino en Uruguay, y es organizada por la Asociación Uruguaya de Fútbol y a través de esta, afiliada a FIFA.
Anualmente el equipo campeón clasifica para participar de la Copa Libertadores de Futsal Femenino a disputarse el año siguiente.
El actual campeón es Peñarol, tras imponerse 4-1 ante Rampla Juniors.

## Equipos participantes

### Temporada 2025
Notas: Los datos estadísticos corresponden a los campeonatos uruguayos oficiales. Las fechas de fundación de los equipos son las declaradas por los propios clubes implicados. La columna «Estadio» refleja el estadio donde el equipo más veces oficia de local en sus partidos, pero no indica que el equipo en cuestión sea propietario del mismo.
|  | Club     |  | Ciudad     | Gimnasio                  | Fundación | Temporadas | Títulos |  |  |
|  | -------- |  | ---------- | ------------------------- | --------- | ---------- | ------- |  |  |
|  | Nacional |  | San Ramón  |                           |           |            | -       |  |  |
|  | Basáñez  |  | Montevideo |                           | 1920      |            | -       |  |  |
|  | Fénix    |  | Montevideo |                           | 1916      |            | -       |  |  |
|  | UTU      |  | Montevideo |                           |           |            | -       |  |  |
|  | Nacional |  | Montevideo | Polideportivo C.N.de F.   | 1899      |            | 2       |  |  |
|  | Racing   |  | Montevideo |                           | 1919      |            | -       |  |  |
|  | Peñarol  |  | Montevideo | Palacio Cr. Gastón Güelfi | 1891      |            | 7       |  |  |

## Campeones

### Títulos por año
| Liga Uruguaya de Fútbol Sala |  |                                 |             |  |               |  |
| Año                          |  | Campeón                         | Resultado   |  | Subcampeón    |  |
| 2005                         |  | Huracán                         |             |  |               |  |
| 2006                         |  | Malvín                          |             |  |               |  |
| 2007                         |  | Malvín                          |             |  |               |  |
| 2008                         |  | Las Abstemias                   |             |  |               |  |
| 2009                         |  | Bella Vista                     |             |  |               |  |
| 2010                         |  | Bella Vista (torneo no oficial) |             |  |               |  |
| 2011                         |  | Bella Vista                     |             |  |               |  |
| 2012                         |  | Bella Vista                     |             |  |               |  |
| 2013                         |  | Nacional                        |             |  |               |  |
| 2014                         |  | Río Negro City                  |             |  |               |  |
| 2015                         |  | Río Negro City                  | 6(2) - 6(0) |  | Nacional      |  |
| 2016                         |  | Río Negro City                  | 3 - 1       |  | Nacional      |  |
| 2017                         |  | Nacional                        | 8 - 2       |  | R. Negro City |  |
| 2018                         |  | Peñarol                         | 4 - 3       |  | Nacional      |  |
| 2019                         |  | Peñarol                         | 3 - 2       |  | Nacional      |  |
| 2020                         |  | Peñarol                         | 4 - 1       |  | Rampla Jrs.   |  |
| 2021                         |  | Peñarol                         | 6 - 1       |  | Nacional      |  |
| 2022                         |  | Peñarol                         | 3 - 2       |  | Nacional      |  |
| 2023                         |  | Peñarol                         | 4 - 2       |  | UTU           |  |
| 2024                         |  | Peñarol                         | 4 - 2       |  | Nacional      |  |